# 中美电影节
中美电影节（英語：Chinese American Film Festival）是由美国鹰龙传媒有限公司（英語：EDI Media）、鲁迪摩根电影集团（英語：Ruddy Morgan Organization）、多媒体集团（英語：Dot Media Collaborate）、世界电视（英語：World Channel in SanFrancisco）、阳光媒体投资公司（英語：Sun Media Investment Holdings Group）等公司在美国联合主办的关于华语电影的电影节，其奖项名叫“金天使奖”。
2013年组委会增设了“金天使奖”中国优秀电视剧奖，2017年将该奖项電視劇單元升格为中美電視節（英語：Chinese American TV Festival）。
2014年被中美政府列为中美人文高层交流的成果清单国家项目104项中的第55项。

## 奖项
其主要奖项有：
- 最佳影片
- 最佳导演
- 最佳编剧
- 最佳男演员
- 最佳女演员
- 最佳纪录片
- 最佳新人
- 最佳男配角
- 最佳女配角
- 最佳新晋男演员
- 最佳新晋女演员
- 最佳新晋导演

## 届次
- 2004年中美电影节（第一届）
- 2005年中美电影节（第二届）
- 2006年中美电影节（第三届）
- 2008年中美电影节（第四届）
- 2009年中美电影节（第五届）
- 2010年中美电影节（第六届）
- 2011年中美电影节（第七届）
- 2012年中美电影节（第八届）
- 2013年中美电影节（第九届）
- 2014年中美电影节（第十届）
- 2015年中美电影节（第十一届）
- 2016年中美电影节（第十二届）
- 2017年中美电影节（第十三届）
- 2018年中美电影节（第十四届）
- 2019年中美电影节（第十五届）
- 2020年中美电影节（第十六届）
- 2021年中美电影节（第十七届）
- 2022年中美电影节（第十八届）
- 2023年中美电影节（第十九届）
- 2024年中美电影节（第二十届）